# Жупа (Загвозд)
Жупа (хорв. Župa) — населений пункт у Хорватії, у Сплітсько-Далматинській жупанії у складі громади Загвозд.

## Населення
Населення за даними перепису 2011 року становило 53 осіб.
Динаміка чисельності населення поселення:

## Клімат
Середня річна температура становить 10,86 °C, середня максимальна — 24,44 °C, а середня мінімальна — -2,88 °C. Середня річна кількість опадів — 919 мм.
| Клімат поселення                              | Клімат поселення | Клімат поселення | Клімат поселення | Клімат поселення | Клімат поселення | Клімат поселення | Клімат поселення | Клімат поселення | Клімат поселення | Клімат поселення | Клімат поселення | Клімат поселення | Клімат поселення |
| Показник                                      | Січ.             | Лют.             | Бер.             | Квіт.            | Трав.            | Черв.            | Лип.             | Серп.            | Вер.             | Жовт.            | Лист.            | Груд.            |                  |
| Середній максимум, °C                         | 7,18             | 7,58             | 10,81            | 14,34            | 19,16            | 23,07            | 24,44            | 24,31            | 20,19            | 16,14            | 11,22            | 8,21             |                  |
| Середня температура, °C                       | 2,15             | 2,56             | 5,78             | 9,31             | 14,13            | 18,02            | 20,07            | 19,94            | 15,82            | 11,76            | 6,86             | 3,86             |                  |
| Середній мінімум, °C                          | −2,88            | −2,46            | 0,76             | 4,28             | 9,09             | 13,00            | 15,72            | 15,58            | 11,47            | 7,41             | 2,50             | −0,5             |                  |
| Норма опадів, мм                              | 80               | 72               | 74               | 78               | 62               | 59               | 40               | 54               | 77               | 102              | 119              | 102              |                  |
| Середньомісячна швидкість вітру, м/с          | 3.40             | 3.80             | 3.72             | 3.42             | 3.00             | 2.71             | 2.68             | 2.58             | 2.94             | 3.14             | 3.79             | 3.95             |                  |
| Середньомісячна сонячна радіація, кДж/м²·день | 5654             | 8267             | 11993            | 16131            | 19822            | 22501            | 24183            | 21402            | 16016            | 10523            | 6118             | 4820             |                  |
| --------------------------------------------- | ---------------- | ---------------- | ---------------- | ---------------- | ---------------- | ---------------- | ---------------- | ---------------- | ---------------- | ---------------- | ---------------- | ---------------- | ---------------- |
| Джерело:                                      |                  |                  |                  |                  |                  |                  |                  |                  |                  |                  |                  |                  |                  |